# Screem
Screem è stato un editor web libero per GNOME.

## Caratteristiche
La sua interfaccia molto pulita favorisce la praticità nell'uso
- Il software è scritto in linguaggio C
- Sostiene linguaggi come HTML, CSS, Python, PHP
- Autorilevamento di tag
- Possibilità di incollare formattato
- Possibilità di trovare è sostituire testo
- Possibilità di autocorrezione testo
- Possiede la barra "Tree" che mostra i tag ordinati in elenco e selezionabili
- Possiede la barra "Attributi" che ordina
- Può importare le linee dei file e aggiungere i marcatori premendo dalla tastiera  "alt" mentre si trasporta un file da una finestra, desktop o dalla propria barra file

## Integrazione con strumenti esterni
Screem è molto integrato con il gestore desktop Gnome e non solo:
- Può importare i codici template anche direttamente da Nautilus tenendo sempre premuto da tastiera "alt" e ciò vale anche per i marcatori (molto utile per le immagini)
- Può richiamare i browser per l'anteprima e in particolare Epiphany ha l'estensione Auto-ricarica scheda che permette una visione in tempo reale dei cambiamenti